# قهرمانی جودو جهان ۱۹۵۸
قهرمانی جودو جهان ۱۹۵۸ دومین دوره از رقابت‌های قهرمانی جهان می‌باشد که ۳۰ نوامبر ۱۹۵۸ در توکیو، ژاپن برگزار گردید.

## خلاصه مدال‌ها

### مردان
| رویداد | طلا       | نقره          | برنز                                |
| آزاد   | Koji Sone | Akio Kaminaga | Bernard Pariset Kimiyoshi Yamashiki |

## جدول مدال‌ها
| رتبه           | کشور           | طلا | نقره | برنز | مجموع |
| -------------- | -------------- | --- | ---- | ---- | ----- |
| ۱              | ژاپن (JPN)     | ۱   | ۱    | ۱    | ۳     |
| ۲              | فرانسه (FRA)   | ۰   | ۰    | ۱    | ۱     |
| مجموع (۲ کشور) | مجموع (۲ کشور) | ۱   | ۱    | ۲    | ۴     |